# Leva incilicula
Leva incilicula är en insektsart som beskrevs av Nicholas David Jago 1996. Leva incilicula ingår i släktet Leva och familjen gräshoppor. Inga underarter finns listade i Catalogue of Life.